# Aranui (Nouvelle-Zélande)
Pour les articles homonymes, voir Aranui (homonymie).
Aranui est l'une des banlieues est de la cité de Christchurch, située dans l'île du Sud de la Nouvelle-Zélande.
C'est l'une des zones du plus bas niveau socio-économique de la région,.

## Toponymie
Aranui est un mot en langue Māori avec ara signifiant chemin et nui signifiant grand.

## Histoire
Une partie du secteur était auparavant appelé « Flemington », dénommé d'après le coiffeur et vendeur de tabac Jubal Fleming ,. Le bureau de poste fut établi en 1912 et il fut dénommé Aranui par George Kyngdon Burton, avec ce nom qui s'appliqua à une zone élargie.

### Résidents notables
Mabel Howard, la première femme ministre en Nouvelle-Zélande, fut autrefois, l'une des résidentes du secteur.

## Population
Selon le recensement de 2013 en Nouvelle-Zélande la population de la banlieue d'Aranui est de 3 810 habitants.

### Éducation
Aranui compte plusieurs écoles :
- l'école d'« Aranui School » est une école primaire localisée sur Breezes Road.
- l'école « St James School » est une école primaire localisée sur Rowan Avenue.
- l'école « Wainoni School » est une école primaire localisée sur Eureka Street.
- l'école « Avondale School » dans la banlieue adjacente d'Avondale,
- l'école « Wainoni School » et l'école secondaire d’Aranui (en)  ont fusionné pour devenir une école composite allant de l'année 1 à 13 sur le site de « Aranui High school » en janvier 2017[9].

## Activité économique
Le secteur est à prédominance résidentiel avec quelques industries légères. Il existe un groupe de magasins et d'installations de services au niveau de l'intersection de Breezes Road et de Pages Road.

## Géographie

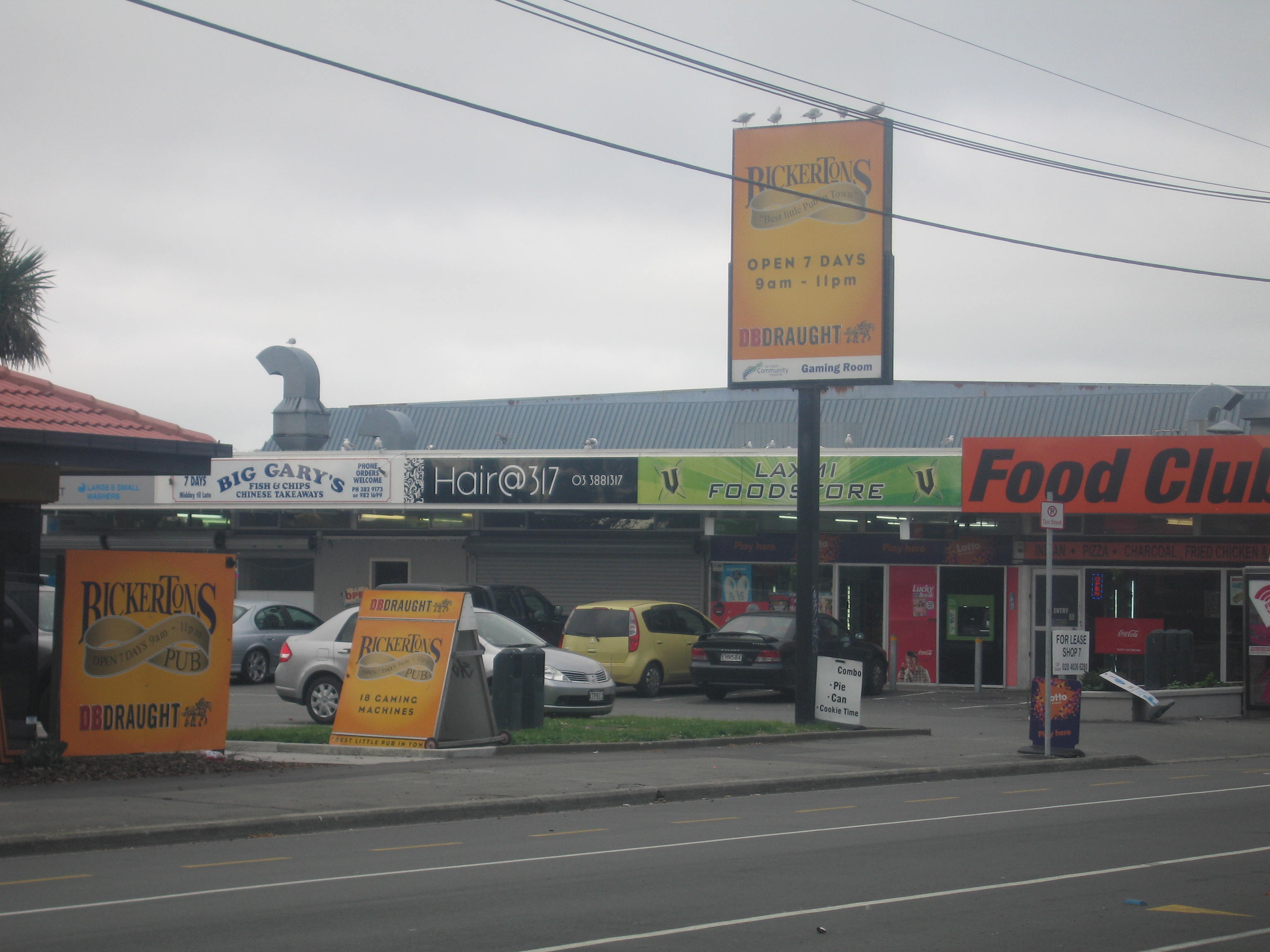
Magasins de la banlieue d'Aranui

Aranui est une des banlieues est de la cité. Sa limite est est constituée par la rivière Avon. Les limites routières sont Pages Road vers le sud, Breezes Road vers l'ouest, et Wainoni Road dans le nord.
La banlieue de Bexley est localisée au sud de Pages Road . Aranui et la banlieue voisine de Wainoni sont souvent prises en considération ensemble[pas clair]. Par exemple, « Wainoni School » et « Wainoni Park » sont localisés dans Aranui, et l'école secondaire d’Aranui (en) est localisé dans la banlieue de Wainoni. De plus, le conseil de la cité de Christchruch (en) publie un profil combiné des deux communautés.